# Беј Вју (Вашингтон)
Беј Вју (енгл. Bay View) насељено је место без административног статуса у америчкој савезној држави Вашингтон.

## Демографија
По попису из 2010. године број становника је 696, што је 362 (108,4%) становника више него 2000. године.
| Група             | 2000.       | 2010.       |
| Белци             | 315 (94,3%) | 661 (95,0%) |
| Афроамериканци    | 0 (0,0%)    | 2 (0,3%)    |
| Азијати           | 1 (0,3%)    | 4 (0,6%)    |
| Хиспаноамериканци | 8 (2,4%)    | 18 (2,6%)   |
| Укупно            | 334         | 696         |